# Leon Kreuza-Rzewuski
Leon Kreuza-Rzewuski (zm. 1639) – duchowny greckokatolicki.

## Życiorys
Studiował w Papieskim Kolegium Św. Atanazego w Rzymie (1611-1613), gdzie uzyskał doktorat z teologii. Po studiach wstąpił do Zakonu bazylianów i przyjął zakonne imię Leon. W 1617 wybrany archimandrytą wileńskim. W tym roku przewodniczył  dyskusji z wileńskimi wyznawcami prawosławia, publikując swoją polemiczną książkę "W obronie jedności Kościoła". Po przyłączeniu do Rzeczypospolitej ziemi smoleńskiej, siewierskiej i czernihowskiej otrzymał w 1625 nominację na greckokatolickiego arcybiskupa smoleńskiego. Święcenia biskupa otrzymał od arcybiskupa Rutskiego 29 czerwca 1625. Pracował w celu rozprzestrzeniania i konsolidacji Unii na terytorium podległym. Organizował spotkania z duchowieństwem prawosławnym, a w 1629 roku uczestniczył w synodzie lwowskim (planowane dla duchowieństwa  prawosławnego i unickiego, ale przybyli tylko  przedstawiciele  Kościoła unickiego). Król Władysław IV Waza przyznał przywilejem dla nowej archieparchii katedralny Sobór Uspienski w Smoleńsku oraz 260 kościołów i klasztorów.

## Publikacje
- Obrona jedności cerkiewney, albo dowody, któremi się pokazuie, iż grecka Cerkiew z łacińską ma być ziednoczona, podane do druku za rozkazaniem Przewielebnego w Bogu Oyca Jozefa Wielamina Rutskiego, Archiepiskopa y Metropolity Kiiowskiego, Halickiego y wszystkiey Rusi, w Wilnie przez Oyca Leona Kreusą Archimandrytę Wileńskiego, R. 1617 w Wilnie w drukarni Leona Mamonicza. 4, 116 str.;
- Plures lucubratiunculae de B. V. Maria;
- Cathechismus fidei catholicae.